# Halodiplosis hammadae
Halodiplosis hammadae är en tvåvingeart som beskrevs av Fedotova 1993. Halodiplosis hammadae ingår i släktet Halodiplosis och familjen gallmyggor.
Artens utbredningsområde är Turkmenistan. Inga underarter finns listade i Catalogue of Life.